# Ferdinand Podlech
Ferdinand Podlech (* 22. Februar 1878 in Alt Münsterberg, Kreis Braunsberg, Ostpreußen; † 1946 in Sibirien) war ein deutscher römisch-katholischer Geistlicher und Märtyrer.

## Leben
Ferdinand Podlech, Sohn eines Landwirts, besuchte das Gymnasium in Braunsberg, studierte Theologie am Lyceum Hosianum ebenda und wurde am 31. Januar 1904 in Frauenburg zum Priester geweiht. Die Stationen seines Wirkens als Kaplan waren: Lautern, Lubieszewo/Ladekopp (Gmina Nowy Dwór Gdański), Tujec/Tiegenhagen, Wolfsdorf und Seeburg. 1919 wurde er Pfarrer in Reichenberg (südlich Heilsberg). Als am 5. Februar 1945 die Rote Armee in Reichenberg einrückte, wurde Pfarrer Podlech über Wielochowo/Großendorf und Insterburg nach Sibirien verschleppt. Dort ist er 1946 in einem Kalksteinwerk gestorben. Er war 68 Jahre alt.

## Gedenken
Die Römisch-katholische Kirche in Deutschland hat Ferdinand Podlech als Märtyrer aus der Zeit des Nationalsozialismus in das deutsche Martyrologium des 20. Jahrhunderts aufgenommen.